# Kia Optima
El Kia Optima, Magentis, Lotze o K5 es un automóvil de turismo del segmento D producido por el fabricante surcoreano Kia Motors desde el año 2000. Es un cinco plazas con motor delantero transversal que se ha ofrecido con tracción delantera y a las cuatro ruedas, y con carrocerías sedán de cuatro puertas y familiar de cinco puertas.
El Magentis reemplaza al Kia Clarus como rival del Honda Accord, el Mazda 6, los Nissan Primera y Nissan Altima, el Subaru Legacy y los Toyota Avensis y Toyota Camry entre otros. La primera generación era idéntica al Hyundai Sonata contemporáneo. Las generaciones posteriores continuaron compartiendo plataforma y motorizaciones con el Sonata, aunque con carrocerías e interiores propias.
La primera generación se comercializó principalmente como Optima, aunque el nombre de Kia Magentis se usó en Europa y Canadá cuando las ventas comenzaron allí en 2002. Para los modelos de segunda generación, Kia utilizó el nombre de Kia Lotze y Kia K5 para el mercado surcoreano, y el nombre de Magentis a nivel mundial, excepto en los Estados Unidos, Canadá y Malasia, donde se conservó el nombre de Optima. El nombre de Optima ahora se utiliza para todos los mercados, excepto China, donde también utilizarán el nombre de mercado de Corea del Sur.

## Primera generación (2000-2005)
La primera generación del Magentis es prácticamente idéntica al Hyundai Sonata III, y su plataforma también se utiliza en el Hyundai Santa Fe I y el Hyundai Grandeur III. Sus tres motores son todos gasolina: un cuatro cilindros en línea de 2.0 litros de cilindrada y 136 CV de potencia máxima, un V6 de 2.5 litros y 168 CV, y un V6 de 2.7 litros y 185 CV. Su caja de cambios puede ser manual de cinco marchas o automática de cuatro relaciones.

## Segunda generación (2005-2010)
La segunda generación del Optima fue puesta a la venta en noviembre de 2005 y finalizó en 2010. En este caso, la plataforma corresponde a la cuarta generación de los Sonata y Grandeur. 
Los tres motores gasolina son un cuatro cilindros en línea de 2.0 litros y 145 CV, un cuatro cilindros en línea de 2.4 litros y 163 CV, y un V6 de 2.7 litros y 188 CV. El único diésel es un cuatro cilindros en línea de 2.0 litros de cilindrada y 140 CV, con turbocompresor de geometría variable, inyección directa con alimentación por common-rail e intercooler. Las cajas de cambios disponibles eran una automática de cinco marchas y una manual de cinco o seis marchas.
Motor GLP 2.0 145 cv caja automática de 4 velocidades.
En 2008 a 2010 hubo un rediseño para otros mercados.

## Tercera generación (2011-2015)
La tercera generación del Kia Optima se muestra oficialmente en su versión para Corea bajo el nombre de K5 donde comenzará a venderse en diciembre.
Con respecto a su interior, se espera que esta tercera generación adopte gran parte del arsenal tecnológico introducido en el Hyundai Sonata actual, ya sea en materia de conectividad o de ayudas a la conducción. Todo ello en un interior que como vemos en la nueva imagen presentará líneas limpias, materiales de mayor calidad y una consola central rediseñada buscando un mayor enfoque al conductor, con detalles como un panel de instrumentos totalmente digital junto con una pantalla central que enfoca al lado del volante y en el que el sistema AVN será el protagonista siendo capaz de ofrecer efectos tridimensionales en la pantalla principal.
Si hablamos de la parte mecánica gran parte de las opciones disponibles estarán electrificadas con una red de 48 voltios, lo cual ayudará a mejorar sus prestaciones y reducir las emisiones. Todas las mecánicas contarán con cuatro cilindros, ya sean turboalimentadas o atmosféricas, incluyendo unas variantes híbridas, tanto convencionales como enchufables, que llegarán unos meses más tarde.
Esta tercera generación del Kia Optima saldrá a la venta ya este mismo mes de diciembre en Corea, y posteriormente lo hará en otros mercados como Estados Unidos o Europa. Para las citadas variantes ecológicas habría que esperar hasta el 2021.

## Cuarta generación (2015-2020)
Sustituto del mismo modelo de 2014, el Optima mide ahora 4,85 metros de longitud, 1,46 metros de altura y 1,86 metros de ancho. La distancia entre ejes mejora asimismo un centímetro y el maletero, parte importante en un automóvil de esta categoría, tiene un volumen de 510 litros, 5 más que en el modelo anterior. Como referencia, un Mondeo tiene 525 litros y un Passat, 586.
La gama de motores, una vez se ponga el coche a la venta en España, estará formada por un gasolina 2.0 atmosférico de 163 CV y un diésel 1.7 CRDi de 141 CV. Según Kia, se persigue un adecuado compromiso entre prestaciones y consumo y los motores se han diseñado para mejorar el rendimiento y la respuesta.
Con tracción delantera, equipa de serie un cambio manual de seis velocidades y, opcionalmente, el cambio DCT de doble embrague de siete velocidades, fabricado por Kia, combinado solamente con el motor diésel. Para el motor de gasolina se ofrece un cambio automático de convertidor de par de seis marchas.
En la estructura del coche se ha utilizado mayor cantidad de acero de alta resistencia para incrementar la rigidez del chasis y reducir de paso las vibraciones. Buen trabajo también el realizado en materia de insonorización que se traduce finalmente en un mayor confort de marcha.
Disponible en acabados Concept (solamente con cambio manual), Drive y Emotion, el Optima puede incluir en su equipamiento cámara de visión cenital 360°, programador activo de velocidad, detección de objetos en el ángulo muerto, sistema de frenada de emergencia o faros de xenón direccionales. El navegador es de la firma TomTom y, por primera vez, Kia ofrece faros de alta intensidad HID de doble función: iluminación en curva y asistencia intuitiva de cambio de luz larga que reconoce el tráfico por delante y cambia automáticamente a cortas.
Ya en el interior, los asientos pueden llevar, en función del acabado, piel o tela, calefacción y ventilación. Incluyen un armazón que reduce las vibraciones y atenúa el cansancio en los viajes largos. El diseño del puesto de conducción y de la consola se ha racionalizado, con cierta inspiración alemana, y ahora queda todo orientado al conductor. La calidad de los materiales también mejora, con detalles como las costuras en el salpicadero y puertas y los embellecedores metálicos.
Por otro lado, el sistema multimedia de Kia contempla una pantalla de 7 o de 8 pulgadas con los sistemas operativos Android Auto y Apple CarPlay para que la conexión e interacción con todos los teléfonos inteligentes del mercado sea lo más fácil y rápido posible.
Kia también anuncia para 2016 una versión deportiva, Optima GT, con motor de gasolina de 245 CV y, para la segunda mitad de año, la llegada de una versión familiar y otra versión híbrida con 200 CV y una autonomía eléctrica de 50 km.

## Quinta generación (2021- Actualidad)
La quinta generación del Kia Optima se presentó a finales del 2020 e inicios del 2021. Incorpora ligeros cambios en cuanto a las dimensiones del vehículo, sobre todo en términos de sus faros delanteros. En este sentido, los faros son bordeados verticalmente, como sucede en los modelos más recientes de casi toda la colección Kia.  